# 地獄公使 (電視劇)
《地獄公使》（：／）是於2021年11月19日全球上線的Netflix韓國電視劇，本劇改編自延尚昊與崔圭石的同名網路漫畫作品《地獄》，倆人共同參與編劇，並由延尚昊執導，劉亞仁、金賢珠、朴正民、元真兒、梁益準等人主演。

## 劇情简介
一种超自然现象长期在世界各地出现，受害者会见到“天使”，并被宣告将在何时死亡并下地狱。之后无论在何地，只要时间一到，就会有三头暗黑庞大怪物现身取其性命。在2022年的韩国，以郑晋守议长为首的新兴宗教“新真理教”将这一现象解读为对罪人下地狱的“演示”，是神之旨意，目的是让人类行使正义。追随“新真理教”的网络极端组织“箭镞”也协助煽动骚乱，将被宣告者的个人与家庭信息公之于众，肆意私刑处置任何“违抗神意”者。
“新真理教”之后利用国民对该现象的恐惧逐渐扩大规模，至2027年即发展成熟，在国内乃至全球产生巨大影响。被宣告者被打上“罪人”标签，“演示”过程被公开进行现场直播，其家属亦遭受连坐迫害。在这个人心惶惶、充满宗教狂热与暴力的新秩序下，闵惠珍律师联合各界少数派人士与“新真理教”展开对抗，暗中帮助被宣告者隐匿“演示”，保护他们的家人，并设法让这个世界重回正轨。

## 演員列表

### 主要人物
| 演員                    | 角色   | 介紹                                                                                 |
| 劉亞仁 （青年：朴秀吾） | 鄭晉守 | 新興宗教「新真理會」的首領；解釋了地獄使者的到來是來自上帝的啟示。                   |
| 金賢珠                  | 閔惠珍 | 與「新真理會」以及盲目追隨宗教的組織「箭鏃」抗衡的律師。                             |
| 朴正民                  | 裴英宰 | 製作「新真理會」紀錄片的電視台製作人；他和妻子一起面臨著一條令人難以置信的地獄之路。 |
| 元真兒                  | 宋昭賢 | 裴英宰的妻子；在地獄般的高度面臨著難以忍受的痛苦。                                   |
| 梁益準                  | 陳京勳 | 負責調查首爾市中心地獄使者現身案件的刑警。                                           |

### 其他人物
| 演員   | 角色   | 介紹                                                                 |
| 金道允 | 李東旭 | 盲目追隨宗教的組織「箭鏃」領袖；傳播不正當的信仰，使世界更加混亂。   |
| 金新綠 | 朴靜子 | 收到來自地獄的宣告，並直播下地獄的演示，對世界產生了強大的影響。     |
| 劉慶秀 | 俞智   | 「新真理會」司祭；毫不猶豫地為組織的復興做任何事情。                 |
| 金美秀 |        | 「新真理會」司祭。                                                   |
| 車時元 | 斯淸   | 「新真理會」司祭。                                                   |
| 李蕊   | 陳熙庭 | 陳京勳的女兒；帶著深深的傷痕逐漸愛上了出於好奇而發現的「新真理會」。 |
| 任亨國 | 孔亨峻 | 韓國大學社會學教授。                                                 |
|        | 姜濬原 | 電視臺製作人，裴英宰的前輩。                                         |

### 特別出演
| 演員   | 角色 | 介紹             |
| 鄭知蘇 |      | 宣告死期的天使。 |

## 製作
2020年4月，Netflix宣布將改編網路漫畫《地獄》為電視劇，並由延尚昊執導。同年7月下旬，演員劉亞仁、金賢珠、朴正民、元真兒、梁益準、金信祿、劉慶秀、李蕊等人確定出演本劇。

## 發行
《地獄公使》受邀參加第46屆多倫多國際電影節Primetime部門。這是韓國電視劇首次被正式邀請參加。

## 記事
- 第二季劇中鄭晉守一角原定由劉亞仁出演，因涉嫌吸毒被警方傳喚，最終由金聖喆接替出演。[11]

## 提名及獲獎列表
| 年度   | 頒獎典禮              | 獎項                | 入圍者 | 結果 |
| 2022年 | 第8屆APAN Star Awards | 女子演技賞(配角)    | 金信祿 | 獲獎 |
| 2022年 | 第8屆APAN Star Awards | OTT男子優秀演技獎   | 朴正民 | 提名 |
| 2022年 | 第8屆APAN Star Awards | OTT女子優秀演技獎   | 金賢珠 | 提名 |
| 2022年 | 第8屆APAN Star Awards | OTT男子最優秀演技獎 | 劉亞仁 | 提名 |

## 外部連結
- 在Netflix上觀看《地獄公使》
- 互联网电影数据库（IMDb）上《地獄公使》的资料（英文）
- 《地獄公使》在HanCinema的页面（英文）
- 豆瓣电影上《地獄公使》的資料 （简体中文）